# Chalcosyrphus vagans
Chalcosyrphus vagans är en tvåvingeart som först beskrevs av Christian Rudolph Wilhelm Wiedemann 1830.  Chalcosyrphus vagans ingår i släktet mulmblomflugor, och familjen blomflugor. Inga underarter finns listade i Catalogue of Life.